# Rosa kujmanica
Rosa kujmanica es una especie de planta del género Rosa, de la familia Rosaceae.

## Taxonomía
Rosa kujmanica fue descrita por Golitsin en 1954.

## Distribución
Se encuentra en el territorio central de la parte europea de Rusia.